# Unter falscher Flagge (1952)
Unter falscher Flagge (Originaltitel: Yankee Buccaneer) ist ein US-amerikanischer Abenteuerfilm aus dem Jahr 1952 von Frederick de Cordova mit Jeff Chandler und Scott Brady in den Hauptrollen. Der Film wurde von Universal International Pictures produziert und erzählt eine fiktive Episode aus dem Leben der Marineoffiziere David Porter (1780–1843) und David Farragut (1801–1870).

## Handlung
1823 geht der forsche Marineoffizier David Farragut an Bord der Fregatte „Essex“ und informiert deren Kommandanten David Porter, dass die Marine das Schiff für eine streng geheime Mission requiriert. Obwohl die Besatzung schon längst Landurlaub hätte, belügt Porter, ein kalter, effizienter Anführer, sie, um sie zu zwingen, sich freiwillig für den gefährlichen Auftrag zu melden. Farragut trifft bald wieder auf seinen alten Schiffskameraden, Chief Petty Officer Link, der versucht, den jungen Mann davon zu überzeugen, dass Porter, der Farragut Jahre zuvor hart trainiert hatte, um ihm Geduld und Disziplin beizubringen, nicht so herzlos ist, wie er scheint.
Auf See öffnen Porter und Farragut ihre Befehle und sind bestürzt. Sie sollen sich als Piraten verkleiden, ohne Verbindungen oder Schutz von den Vereinigten Staaten, um Piraten aufzuspüren, die Westindien überfallen. Eines Nachts ist Farragut für das Schiff verantwortlich, als ein Sturm aufkommt. Link wird unter einem Fass Rum gefangen, aus dem er versucht hat, einen Schluck zu trinken, und Farragut ist gezwungen, das Ruder des Schiffes zu zerbrechen, um ihn zu retten. Porter entdeckt den Schaden, aber selbst als er droht, Farragut vor ein Kriegsgericht zu stellen, weigert sich der Offizier, Link zu verraten. Innerhalb weniger Tage beginnen die Vorräte zu schwinden und ein Besatzungsmitglied erkrankt an Skorbut. Porter steuert die ruderlose „Essex“ nach Westindien, um sie zu reparieren und Vorräte aufzunehmen. Farragut wird frustriert über die langsame Drift und versucht, das Ruder selbst zu reparieren, obwohl Porter jedem verboten hat, in den haiverseuchten Gewässer ins Wasser zu gehen. Als ein Hai angreift und Farraguts Seil sich an einer Seepocke verfängt, wird er gerade noch rechtzeitig gerettet und Porter tadelt ihn erneut.
Sechs Tage später erreichen die Männer endlich Land und Porter befiehlt Farragut und Link, Vorräte zu sammeln. Nachts ist Link betrunken und als Farragut im Dschungel der Insel nach ihm sucht, wird er von Eingeborenen gefangen genommen. Er wird zur portugiesischen Gräfin La Raguna gebracht, die sich auf der Insel versteckt hält. Sie besteht mit vorgehaltener Waffe darauf, dass er sie zum Schiff bringt. Dort versteckt sie die Pistole, woraufhin Porter über Farraguts Behauptung spottet, er sei gezwungen worden, sie zurückzubringen. Die Gräfin enthüllt, dass sie und ihre Landsleute jetzt in Rio de Janeiro leben und ihr Gold nutzen möchten, um eine Handelsroute zwischen Brasilien und England aufzubauen. Der neu eingesetzte portugiesische König hat jedoch verlangt, dass seine Untertanen und ihre Reichtümer nach Portugal zurückkehren und ließ ihr Schiff auf dem Weg nach England entführen. Ihr Vater wurde getötet und die Befehle für die brasilianische Flotte wurden gestohlen. Nun muss sie nach Brasilien, um die Flotte zu warnen. Porter, der von der Schönheit der Gräfin ebenso fasziniert ist wie Farragut, willigt ein, sie an Bord zu nehmen. Im Laufe der Tage buhlen die beiden Männer um ihre Aufmerksamkeit.
Eines Tages taucht ein portugiesisches Schiff auf. Porter wartet bis zum letzten möglichen Moment, um die Piratenflagge zu hissen, ist jedoch schockiert, als der portugiesische Kapitän Poulini freundlich reagiert. Die Gräfin ist jedoch wütend, als sie erfährt, dass es sich um Piraten handelt, denn die karibischen Piraten unter der Führung von Scarjack arbeiten mit den Portugiesen und dem korrupten Inselgouverneur Graf Del Prado zusammen, um das Gold ihres Volkes zu stehlen. Porter beschließt, die Gräfin zu ihrem Schutz auf die Inseln zurückzubringen. Als sie Farragut anfleht, zu versuchen, den Kapitän umzustimmen, willigt Farragut ein und gibt ihr sein Medaillon als Glücksbringer. Er kann Porter jedoch nicht überzeugen, und als sie sich der Insel nähern, belauscht sie die beiden Männer, wie sie ihre Tarnstrategie besprechen. Überzeugt, dass die beiden mit Del Prado im Bunde sind, springt sie über Bord und schwimmt an Land. Sie wird sofort gefangen genommen, ebenso wie Farragut, als er mit einer Mannschaft zur Insel fährt, um weitere Vorräte zu holen. Die Gräfin wird zu Del Prado gebracht, denunziert Farragut als Piraten und wirft sein Medaillon weg. Del Prado erkennt sofort den amerikanischen Ursprung des Medaillons und foltert Farragut, um die Pläne der „Essex“ zu erfahren.
Auf dem Schiff drängt Link Porter, Farragut zu retten. Obwohl er riskiert, wegen Missachtung seiner Befehle vor ein Kriegsgericht gestellt zu werden, stimmt Porter schließlich zu. Die gesamte Besatzung kann die Insel betreten und greift, als Soldaten Del Prados verkleidet, das Verlies an. Nachdem er Farragut und die Gräfin befreit hat, überwältigt Porter Del Prado in einem Schwertkampf und bringt ihn zurück zum Schiff. Sie lassen ihn über die Planke gehen, bis er der Gräfin die Flottenbefehle zurückgibt. Porter nimmt Kurs auf die USA und stimmt Link zu, dass Farragut, der in eine Umarmung mit der Gräfin ist, endlich ein Mann geworden ist.

## Hintergrund
Gedreht wurde der Film vom 16. Februar bis Ende März 1952 in den Universal-Studios in Universal City.
Bernard Herzbrun und Robert F. Boyle oblag die künstlerische Leitung. Russell A. Gausman und Oliver Emert waren für das Szenenbild zuständig, Bill Thomas für die Kostüme, Bud Westmore, Jack Kevan und Mark Reedall für das Maskenbild. Verantwortliche Toningenieure waren Joe Lapis und Leslie I. Carey. Dewey Starkey arbeitete als Produktionsmanager, Jesse Hibbs als Regieassistent, Philip H. Lathrop als Kameraführer. Musikalischer Direktor war Joseph Gershenson.

## Synchronisation
Die deutsche Synchronfassung entstand im Auftrag der Ultra-Film unter der Dialogregie von Josef Wolf, der auch das Dialogbuch schrieb.
| Rolle              | Schauspieler   | Deutscher Synchronsprecher |
| ------------------ | -------------- | -------------------------- |
| Cmdr. David Porter | Jeff Chandler  | Wolfgang Lukschy           |
| Lt. David Farragut | Scott Brady    | Curt Ackermann             |
| Gräfin La Raguna   | Suzan Ball     | Tilly Lauenstein           |
| Graf Del Prado     | Joseph Calleia | Alfred Balthoff            |
| CPO Link           | George Mathews | Franz Nicklisch            |
| Kpt. Poulini       | Rodolfo Acosta | Erich Poremski             |
| Scarjack           | Joseph Vitale  | Hans Emons                 |
| Redell             | James Parnell  | Horst Niendorf             |
| Considine          | Larry Hudson   | Hans Emons                 |

Die Einleitung wurde in der Originalfassung von Hugh O’Brian gesprochen.

Anmerkung: Die kursiv geschriebenen Namen sind Rollen und Darsteller, die nicht im Abspann erwähnt wurden.

## Veröffentlichung
Die Premiere des Films fand am 16. September 1952 in Los Angeles statt. In der Bundesrepublik Deutschland kam er am 21. August 1953 in die Kinos, in Österreich im September 1953.

## Kritiken
Das Lexikon des internationalen Films schrieb: „Durchschnittliches See-Abenteuer mit einigen furiosen Kampfszenen.“
Die Filmzeitschrift Cinema befand: „Das Abenteuer kommt zwar über genreübliche Klischees nie hinaus, konnte allerdings auf routinierte Darsteller zurückgreifen. Fazit: Farbenfrohes Seeabenteuer ohne Tiefgang.“